# كلاتة حاج عليخان
كلاتة حاج عليخان (بالفارسية: کلاته حاج علی‌خان) هي قرية تقع في قسم آذري الريفي (مقاطعة إسفراين) في إيران.